# Корчунов Ростислав Васильович
Корчунов (Кручених) Ростислав Васильович (18 лютого 1892, Новоград-Волинський, Волинська губернія, Російська імперія — ?) — підполковник Дієвої Армії УНР.

## Біографія
Походив з міщан міста Новоград-Волинський. Закінчив Київську 3-класну школу ім. Терещенка. 25 березня 1915 року вступив на військову службу рядовим 21-го саперного батальйону. 30 вересня 1915 року закінчив 1-шу Київську школу прапорщиків, був направлений до 80-го піхотного запасного батальйону. 8 січня 1916 року прибув на фронт з поповненням 102-го піхотного Вятського полку. 22 червня 1916 року був поранений біля села Бариші. Після одужання закінчив повторні курси офіцерів при штабі 2-го армійського корпусу (6 березня 1917 року), був направлений на формування 769-го піхотного Бучацького полку. 6 червня 1917 року відбув на навчання на Київські фотограмметричні курси.
У 1919 році — командир сотні 2-го кінного Переяславського полку Дієвої Армії УНР, у складі якого 11 грудня 1919 року перейшов на бік Української Галицької армії, що тоді перебувала у союзі зі Збройними Силами Півдня Росії.
На початку лютого 1920 року з кількома старшинами та козаками своєї сотні почав формувати у Кам'янці-Подільському кінний загін ім. І. Сірка. З квітня 1920 року — помічник командира 5-ї кінної сотні ім. І. Сірка 2-ї стрілецької дивізії Армії УНР.
З кінця травня 1920 року — помічник командира 8-ї сотні ім. І. Сірка 3-ї Залізної дивізії Армії УНР.
1 серпня 1920 року з частиною кадрів сотні розпочав формування 4-го Ніжинського кінного полку ім. І. Сірка Окремої кінної дивізії Армії УНР, після сформування був командиром цього полку у 1920—23 роках.
Подальша доля невідома.